# M38装甲車
M38装甲車（M38 Armored Car）はアメリカ合衆国で開発された6輪駆動の装輪装甲車である。愛称はウルフハウンド（Wolfhound）。

## 概要
本車はM8グレイハウンド装甲車とその派生型車輌の代替として設計されたものの、1945年の第二次世界大戦終結により試作車輌を数台完成した後、開発計画の中止に至った。生産は1944年、ゼネラルモーターズ傘下のシボレー部門が行った。
ウルフハウンドは乗員数が4名、37mm砲をオープントップ形式の旋回砲塔内に搭載し、弾薬93発を携行した。副兵装は2挺の機関銃で構成される。1挺は主兵装と同軸、別のものは対空用のピントルマウントに装備された。
本車はキャデラックV型8気筒水冷エンジンにより駆動される。車輌は低姿勢かつ洗練された外形を見せている。両側面には左右対称形に配された車軸に3個の大型車輪を装備し、特徴的に曲面化された泥除けが付された。車体正面の装甲板は防御性能の向上のために鋭角の傾斜を持つ。無線アンテナがこの傾斜装甲の正面右部分に装着された。
M38軽装甲車のうち1輌はM24軽戦車の砲塔を載せられるよう改修を受け、この車輌の火力増強の可能性を調査するため、一連の試験を受けた。

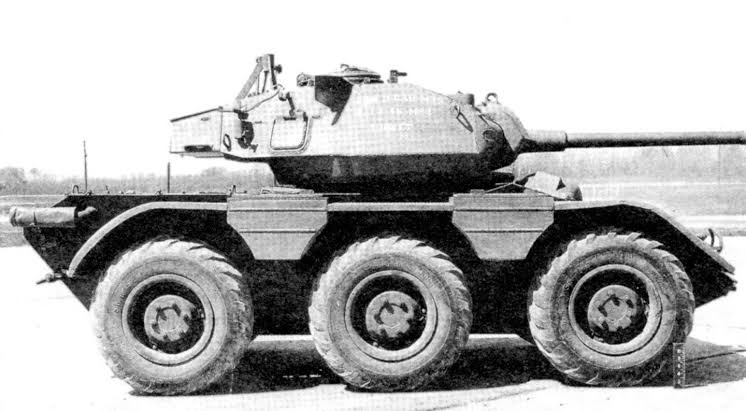
M24軽戦車からの砲塔を移設したM38装甲車。